# Michelle Li
Michelle Li (n. 3 nov 1991) és una esportista canadenca nascuda a Hong Kong que competeix en bàdminton en la categoria individual. Viu a Markham (Ontario). Es va graduar de Richmond Hill High School. Li és l'actual campiona dels Jocs de la Commonwealth i el primera canadenca a guanyar una medalla d'or individual a bàdminton individual femení en els Jocs de la Commonwealth. Ella ha guanyat l'or en singles i dobles als Jocs Panamericans, i va guanyar els títols d'esdeveniments individuals i d'equip de la Pan Am Badminton Championships. Com competidor per Ontario, Li també va guanyar títols d'individuals, dobles i mixtos d'equip en el Jocs d'Hivern del Canadà de 2011.